# Eerik Pietarinen
Eerik Pietarinen (* 5. prosince 1993) je finský automobilový závodník soutěžící v rallye, momentálně v mistrovství světa v kategorii WRC3. Pietarinen vyhrál finské mistrovství ve třídě SM2 v roce 2017. V roce 2018 také vyhrál Baltic Rally Trophy a navíc finské mistrovství ve třídě SM1. Pietarinenjel svou první soutěž ve třídě RC4 na Fordu na domácí soutěži v r. 2013 později ale i 2015 a 2016. V roce 2018 závodil na finské rally s (od TGS Worldwide) pronajatou Škoda Fabia R5, celkově skončil na 11. místě a zvítězil ve třídě WRC2. V roce 2019 byl továrním jezdcem týmu Škoda Motorsport.
V letech 2017–2019 je Juhana Raitanen jeho navigátorem, roku 2020 jej střídá bývalý navigátor Latvaly – Miika Anttila.

## Výsledky

### WRC
| Rok  | Tým              | Vůz            | Třída | 1   | 2       | 3   | 4   | 5   | 6   | 7      | 8       | 9   | 10  | 11  | 12  | 13  | 14 | Umístění | Body |
| ---- | ---------------- | -------------- | ----- | --- | ------- | --- | --- | --- | --- | ------ | ------- | --- | --- | --- | --- | --- | -- | -------- | ---- |
| 2018 | TGS Worldwide    | Škoda Fabia R5 | WRC-2 | MON | SWE     | MEX | ARG | POR | ITA | POL    | FIN 1.  | GER | AUS | FRA | ESP | GBR |    | 16.      | 25b  |
| 2019 | Škoda Motorsport | Škoda Fabia R5 | WRC-2 | MON | SWE Ret | MEX | FRA | ARG | CHL | POR 4. | FIN Ret |     |     |     |     |     |    | 28.      | 12b  |